# Цотили
Цотили или Цотил (грч. Τσοτίλι) је насељено место у општини Горуша у периферији Западна Македонија, Грчка. Према попису из 2021. године било је 1.453 становника.
Према бугарском географу и историчару, Василу Канчову, у Цотилију је 1900. године живело 250 Грка муслимана (Валахади), 120 Аромуна, 50 Грка хришћана и 20 Рома. Цотили се налазе у области Населица, која је некада била насељена словенским становништвом које је касније хеленизовано. Године 1923. муслиманско становништво је принудно исељено у Турску а на њихово место је насељено 86 грчких избегличких породица, укупно 364 особа. На попису из 1928. године Цотили су имали 852 становника.